# Suisei
Suisei (« Comète » en japonais) ou PLANET-A est une sonde spatiale interplanétaire lancée par le Japon pour étudier la  comète de Halley lors de son passage près du Soleil en 1986. Durant le survol qui a lieu à une distance de 151 000 km des images dans l'ultraviolet sont prises de la chevelure de la comète de Halley et les caractéristiques du vent solaire au voisinage de la comète et du Soleil sont prises. Avec la sonde spatiale jumelle Sakigake, lancée à la même période mais dans un objectif plus expérimental, Suisei est la première mission interplanétaire du programme spatial japonais.

## Historique

### Contexte: le programme spatial japonais dans les années 1970
Le Japon développe à partir des années 1960 des fusées et parvient en 1970 à placer en orbite son premier satellite artificiel. Deux agences spatiales sont chargées du programme spatial japonais. La NASDA tournée vers les satellites d'application et l'ISAS, émanation de l'Université de Tokyo, qui réalise et lance des satellites scientifiques avec son propre lanceur, évolution d'une fusée-sonde qui utilise uniquement sur des moteurs à propergol solide. En 1973 une délégation de l'ISAS en visite à la NASA découvre que l'agence spatiale américaine n'a aucun plan pour développer une mission spatiale vers les comètes. Malgré l'intérêt scientifique pour un type de corps céleste dont on ne savait pas grand-chose, aucune agence spatiale n'avait donc de projet de mission vers ce type de destination à cette époque.

### Retour de la comète de Halley
La comète de Halley circule sur une orbite qui la fait repasser tous les 75 à 76 ans dans le système solaire interne (dont la Terre). D'une luminosité remarquable (elle est visible à l'œil nu depuis la Terre), elle a été étudiée et reconnue très tôt puisque les premières observations fiables rapportées émanant d'une source fiable ont été effectuées en 240 av. J.-C. par les Chinois. Le caractère périodique de son orbite a été établi en 1695 par l'astronome anglais Edmund Halley qui prédit son retour en 1758. Des observations astronomiques très poussées ont été effectuées durant son passage en 1835 et 1910 et la communauté scientifique attendait beaucoup de son retour en 1986 malgré une position peu favorable de la Terre par rapport à l'orbite de la comète. Halley est une comète de période courte dont l'apogée se situe 30 Unités Astronomiques du Soleil au-delà de l'orbite de Neptune et qui passe au plus près du Soleil à une distance de 0,587 U.A. Du fait de son orbite très excentrique, sa vitesse au plus près du Soleil est très élevée. Elle circule par ailleurs sur une orbite rétrograde (inverse de celle de la Terre)  ce qui accroit sa vitesse relative par rapport à tout engin spatial. Malgré ces circonstances peu favorables pour une mission spatiale de survol, le passage de 1986 de la comète de Halley a immédiatement attiré l'intérêt des agences spatiales pour des raisons factuelles.

### Feu vert pour la mission japonaise vers Halley
Sans doute motivé par l'absence de plan de la part de la NASA, l'ISAS décide d'étudier la réalisation d'une mission de survol de la comète de Halley. À l'époque, le lanceur de l'ISAS ne permet pas de lancer un engin spatial vers une destination interplanétaire. La fusée Mu-3S ne permet de placer que 300 kg en orbite basse et l'agence spatiale n'a jamais encore lancé d'engin spatial dans l'espace interplanétaire. Néanmoins le projet est approuvé en 1979 soit 6 ans avant le lancement. Pour parvenir à s'approcher de la comète compte tenu des contraintes auxquelles ils doivent faire face (fenêtre de lancement imposée par le lobby des pêcheurs, complexité des opérations de navigation dans l'espace interplanétaire, faible puissance du lanceur), les ingénieurs japonais choisissent de survoler la comète de Halley une fois que celle-ci est passée au plus près du Soleil et de placer le survol vers l'endroit où la comète franchit le plan de l'écliptique dans sa trajectoire descendante. Le développement de deux sondes spatiales, pratiquement identiques, est décidé. Il s'agit d'une part de MS-T5 (Mu Satellite-Test 5), rebaptisé après son lancement Sakigake, qui doit être lancé avec quelques mois d'avance pour valider le fonctionnement de la plateforme, le déroulement des opérations dans l'espace interplanétaire et les capacités de la nouvelle version du lanceur Mu-3SII développé pour la mission. La deuxième sonde spatiale Planet-A, rebaptisée après son lancement Suisei, doit effectuer le survol au plus près de la comète de Halley.

## Coopération internationale: l'armada de Halley
Suisei et Sakigake ne sont pas les seules sondes spatiales développées pour étudier la comète de  Halley à l'occasion de son passage près du Soleil en 1956. L'Union soviétique prévoit de lancer deux missions à destination de Vénus - Vega 1  et Vega 2 - qui, une fois leur mission principale remplie (largage d'un ballon-sonde et d'un atterrisseur dans l'atmosphère de Vénus, doivent survoler à faible distance le noyau comète. Ces sondes spatiales emportent des instruments pratiquement similaires à ceux de Giotto. L'Agence spatiale européenne, de son côté, développe Giotto qui doit survoler la comète à moins de 1000 kilomètres et emporte une dizaine d'instruments scientifiques. Un comité est mis en place - l' Internal Halley Watch -  sous l'égide des Nations unies pour coordonner les opérations de ces différentes sondes spatiales (baptisée l'Armada de Halley) et limiter les observations redondantes. La décision la plus importante prise par cette commission est d'affiner la trajectoire de  Giotto, qui est la dernière mission à survoler Halley, à l'aide des informations fournies par les sondes spatiales Vega. En effet, compte tenu de la vitesse de la comète, des jets de gaz émis et des difficultés soulevées par l'observation d'un objet aussi proche du Soleil, il était difficile de déterminer la trajectoire de Halley avec une précision inférieure à 3 000 km. Les mesures prises par les sondes spatiales Vega permettaient de réduire cette valeur à 125 km.

## Développement de la mission
Pour pouvoir lancer sa première mission interplanétaire, l'ISAS devait développer une version de lanceur suffisamment puissante, créer une station terrienne disposant d'une antenne parabolique suffisamment large pour pouvoir communiquer à grande distance avec les sondes spatiales, développer une plateforme de satellite adaptée au fonctionnement dans l'espace interplanétaire et mettre au point un logiciel de navigation permettant de contrôler avec une grande précision la trajectoire des engins interplanétaires.

### Le lanceurMu-3SII

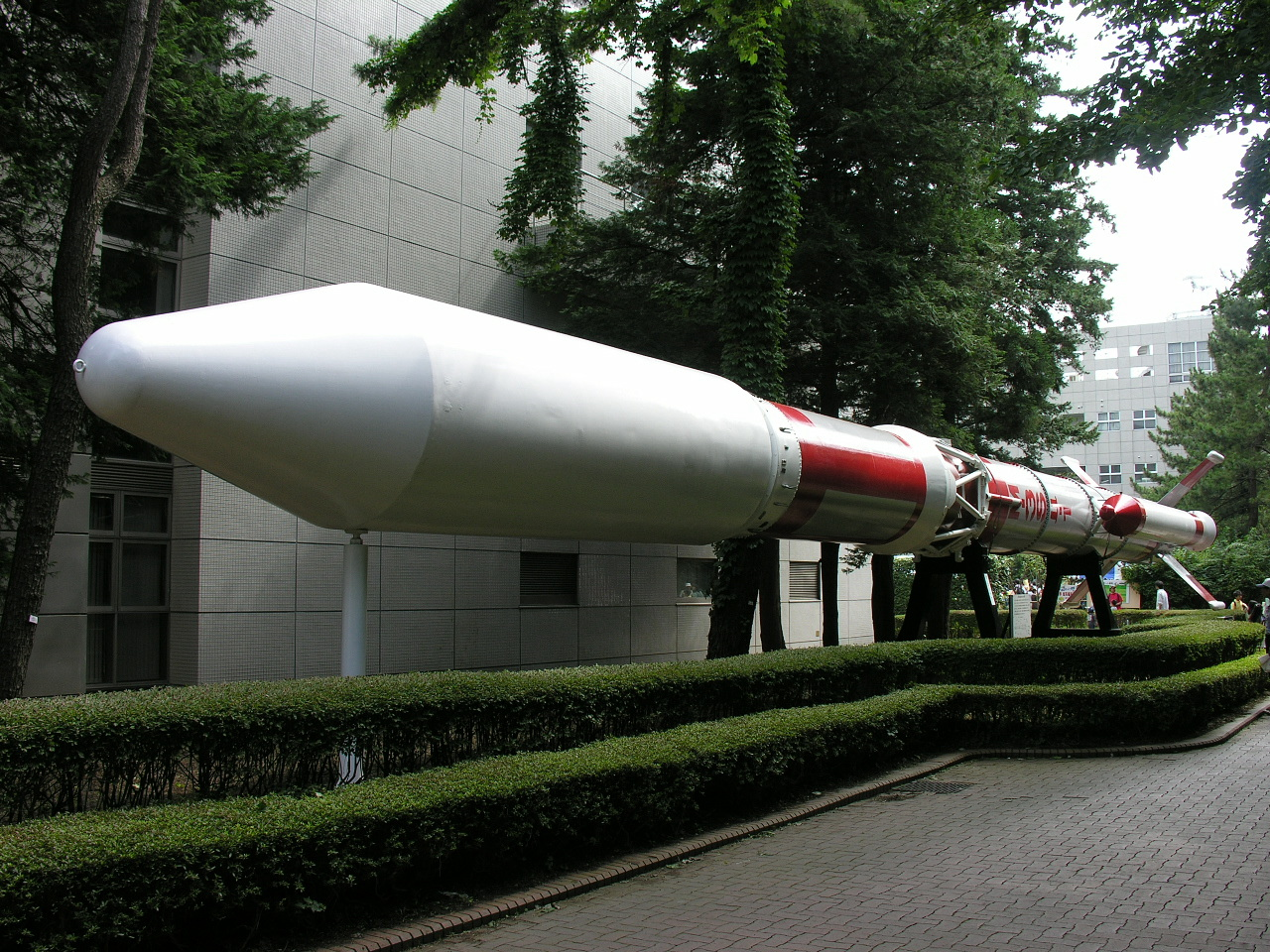
Maquette du lanceur Mu-3SII développé pour le lancement des sondes spatiales à destination de la comète de Halley (échelle 1).

L'ISAS dispose à l'époque d'un lanceur du lanceur Mu-3S capable de placer 300 kg en orbite basse. Cette fusée de trois étages d'une masse de 50 tonnes comporte trois étages à propergol solide et 8 petits propulseurs d'appoint. Pour lui donner une capacité de lancement interplanétaire, le deuxième (M-23) et le troisième étage (M-3B) sont de nouvelles versions allongées, les huit propulseurs d'appoint sont remplacés par deux propulseurs fournissant une poussée globale beaucoup plus importante. Le premier étage (M-13) reste inchangé. Un quatrième étage  (KM-P) est ajouté pour fournir la poussée permettant d'échapper à l'attraction terrestre. Toutes ces modifications permettent au lanceur de placer un satellite de 770 kg sur une orbite basse et une sonde spatiale de 140 kg sur une orbite interplanétaire.

### Construction de la station terrienne d'Usuda

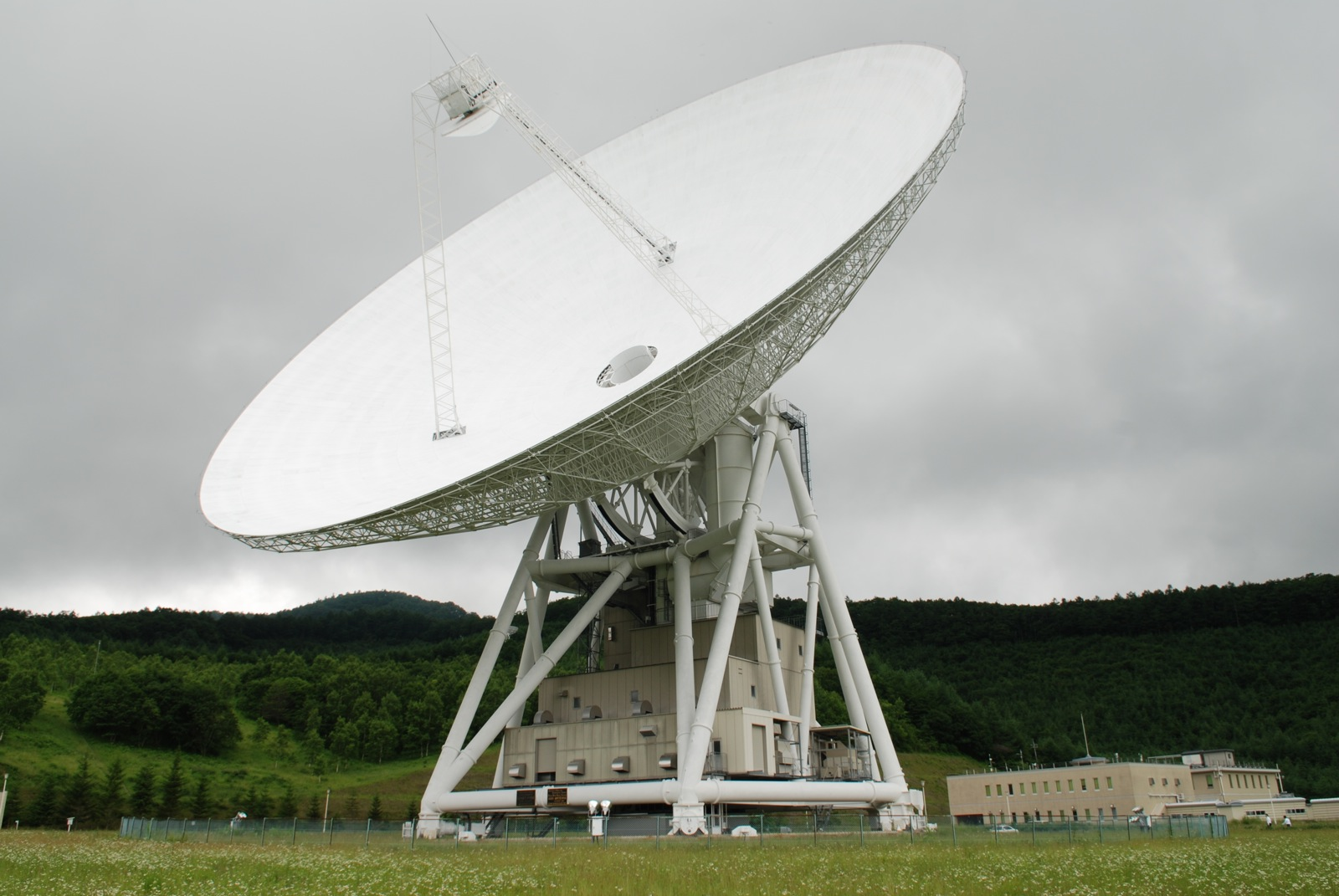
L'antenne parabolique de 64 mètres de diamètre du Centre d'espace lointain d'Usuda.

Pour communiquer à grande distance avec les sondes spatiales lancées vers la comète de Halley, l'ISAS a besoin d'une station terrienne disposant d'une antenne parabolique de grande taille. Un groupe de travail formé par des ingénieurs de Mitsubishi Electric et NEC étudie en 1980 les réalisations existantes. Le site choisi pour installer la station devait répondre à plusieurs critères : il devait être entouré de montagnes pour que celles-ci fassent écran aux émissions radio terrestres, être à l'écart des lignes aériennes, être éloigné des lignes à haute tension, être suffisamment proche de Tokyo, siège de l'agence spatiale, pour la transmission des données. Enfin l'installation devait obtenir l’agrément des autorités locales. Une dizaine de sites répondant à ces critères sont étudiés. Le site retenu se trouve dans le village d'Usada rattaché à la ville de Saku à 170 kilomètres de Tokyo. Pour installer l'antenne parabolique de 64 mètres de diamètre et de  2 000 tonnes, une route est construite pour desservir le site. Le Centre d'espace lointain d'Usuda est inauguré le 31 octobre 1984 trois mois avant le lancement de Sakigake.

## Objectifs scientifiques de la mission Suisei
La mission accueil à bord des instruments différents de Sakigake. Notamment une caméra UV destinée à étudier l'hydrogène des couches coronal de la comète. L'analyseur électrostatique sera destiné à l'étude des vents solaires et du plasma cométaire. L'étude des processus de formation et de dissociation ainsi que la structure de l'hydrogène dans la couronne devaient permettre d'avoir une indication sur l'activité cométaire. Des mesures de distribution d'hydrogène dans la couronne était également attendu pour mesurer l'activité. A l'approche des 200 000 km du noyau de la comète on s'attendait à observer un phénomène d'interaction entre le vent solaire et les ions du plasma cométaire par l'intermédiaire de l'analyseur électrostatique.

## Caractéristiques techniques
Suisei utilise une plateforme ultralégère développée par  Nippon Electronics Corporation similaire à celle de Sakigake. Le corps de la sonde est construit autour d'un tube central qui supporte une plateforme sur laquelle sont fixés les équipements électroniques et le cylindre de 1,4 mètre de diamètre, haut de 80 cm dont les flancs sont couverts de cellules solaires qui fournissent environ 104 watts. Pour alléger l'ensemble, les structures sont réalisées en nid d'abeilles d'aluminium et en composite carbone. Sur la partie supérieure se trouvent une antenne parabolique grand gain de 80 cm de diamètre permettant de transmettre les données avec un débit de 64 kilobits par seconde ainsi que les instruments scientifiques. La sonde dispose également d'antennes moyen gain et faible gain. La masse totale est de 139,5 kg. Pour des raisons de poids, aucun bouclier n'est installé pour protéger la sonde spatiale d'une collision durant le survol avec des particules émises par la comète.
La sonde est stabilisée par mise en rotation autour de l'axe du cylindre avec deux vitesses possibles : 0,2 tour par minute et 6,3 tours par minute (vitesse normale). L'axe de rotation est maintenu perpendiculaire au plan de l'orbite. L'antenne grand gain est fixée sur un axe dont le mouvement de rotation neutralise celui du satellite pour la maintenir pointée vers la Terre. Le contrôle d'attitude et les corrections de trajectoire sont effectués à l'aide de moteurs-fusées d'une poussée de 3 newtons fonctionnant avec de l'hydrazine. La sonde spatiale en emporte 10 kg dans deux sphères en titane qui permettent un changement de vitesse total de 50 m/s. La sonde spatiale utilise des capteurs solaires et un viseur d'étoiles pour déterminer son orientation.

### Instrumentation scientifique
Suisei emporte une charge utile différente de Sakigake. D'une masse de 12,2 kg, elle comprend deux instruments :
- une caméra fonctionnant dans l'ultraviolet (Ultra-Violet Imager : UVI) utilisée pour mesurer l'hydrogène. Durant les mesures, la vitesse de rotation de la sonde est abaissée de 5 à 0,2 tours par minute. L'instrument pèse 7,5 kg et consomme 8,9 W avec un volume de données moyen en sortie de 0,098 bit par seconde[8] ;
- un analyseur électrostatique pour étudier le plasma du vent solaire (Plasma Expériment: ESP) capable de mesurer la distribution des ions et les électrons ayant une énergie comprise entre 0,03 et 16 keV dans une direction de 30° de part et d'autre du plan de l'écliptique. D'une masse de 4,7 kg, l'instrument consomme 4,9 W avec un volume de données moyen en sortie de 0,088 bit par seconde[9].

## Déroulement de la mission
Suisei est lancée le 19 août 1985 depuis le Centre spatial de Kagoshima, par une fusée Mu-3SII soit 7 mois après sa sonde jumelle Sakigake. C'est la dernière sonde de l'armada de Halley à être lancée. Elle est placée sur une orbite héliocentrique de 0,67 x 1,01 U.A.  avec une inclinaison orbitale de 0,88° par rapport au plan de l'écliptique et  une  période orbitale autour du Soleil de 282 jours. Le déroulement du lancement, nominal, permet le survol de la comète de Halley à la distance de 210 000 km conformément à ce qui était prévu. Une correction de trajectoire (delta-V de 12 m/s) réalisée le 14 novembre permet de réduire la distance de survol. Les observations débutent 30 jours avant le survol de la comète et se poursuivent 30 jours après. La sonde croise la comète à une distance de 151 000 km à une vitesse de relative de 73 km/s le 8 mars 1986. La sonde spatiale est frappée à deux reprises, quelques minutes avant et après son passage au plus près, par des particules qui modifient l'axe et la vitesse de rotation du satellite et dont la masse est évaluée respectivement  de l'ordre du milligramme et du microgramme.
Après le survol de la comète de Halley, les moteurs sont mis à contribution à 15 reprises en avril 1987 pour modifier la vitesse de 65 m/s et permettre un survol de la Terre à une distance de 60 000 km le 20 août 1986 et bénéficier de l'assistance gravitationnelle de celle-ci. En 1987, l'ISAS prépare la sonde pour un survol de la comète 21P/Giacobini-Zinner en 1998, mais doit par la suite abandonner ce projet par manque de carburant. Des observations du vent solaire sont effectuées jusqu'à l'épuisement des réserves d'hydrazine le 22 février 1992. Après une dernière assistance gravitationnelle de la Terre, l'agence spatiale met fin à la mission le 20 août 1992.

## Résultats
Entre novembre et décembre 1985, alors que la comète se trouve hors de l'orbite de la Terre, une série de jets augmente l'intensité du rayonnement Lyman-α a été observée. Cette dernière observation a permis de déterminer la période de rotation du noyau de la comète de {\displaystyle 2.2\pm 0.1} jours. Avec l'augmentation de l'intensité lumineuse et en prenant en compte les émissions précédemment cités, la surface semblerait être couverte d'une croute confirmant l'hypothèse de Cruikshank et al.. L'observation en continue pendant 58 jours de la luminosité du noyau à permis de révéler deux sources majeures et 4 sources mineures de jets. Ce nombre a été confirmé par la sonde Giotto,. Des discontinuités dans la distribution radiale de la densité en hydrogène de la couronne semble suggérer une structure en couches de cette dernière.
L'instrument ESP à quant à lui observer des variations un peu avant le plus proche survol. Un changement abrupt du vecteur flux de plasma à 450 000 km suggère la traversée de l'arc de choc. L'épaisseur de cet arc est estimée à un peu moins de 26 000 km. {\displaystyle {\ce {H+}}},{\displaystyle {\ce {CO+}}}ou {\displaystyle {\ce {N2+}}},{\displaystyle {\ce {C+}}} ou {\displaystyle {\ce {CH+}}} et les ions dérivés de l'eau sont de très bons candidats aux observations faites. De plus les densités mesurées pour les ions dérivés de l'eau sont en accord avec les mesures faites par la sonde Sakigake.

En plus des résultats obtenus à l'aide des instruments, il se trouve que la sonde ait été déviée de 0,75° sur son angle de rotation. Il s'avère que la sonde ait été percutée par deux particules de poussière. La masse et la taille de ces particules a été estimé à 1mg et 1 mm comme ordres de grandeurs. Cette collision coïncide avec une augmentation de l'activité de la comète, ce qui a engendré une augmentation des poussières dans la coma et a persisté jusqu'au plus proche survol de la comète par Susei.